# 彼得·久爾科維奇
| 小行星發現數量: 2 | 小行星發現數量: 2 |
| ----------------- | ----------------- |
| 1605 Milankovitch | 1936年4月13日     |
| 1700 Zvezdara     | 1940年4月26日     |

彼得·久爾科維奇（拉丁化：Petar Đurković，1908年—1981年），是一位塞爾維亞天文學家，在塞爾維亞以發現小行星聞名。他發現的兩顆小行星中一顆以塞爾維亞科學家米盧廷·米蘭科維奇命名，另一個以貝爾格勒境內的山丘兹维兹达拉（Zvezdara），也是貝爾格勒天文台所在地命名。
費爾南德·里戈發現的小行星1555以他的兒子 Dejan 命名。